# Drobovice
Drobovice – gmina w Czechach, w powiecie Kutná Hora, w kraju środkowoczeskim.
1 stycznia 2017 gminę zamieszkiwało 385 osób, a ich średni wiek wynosił 45,9 roku.